# Liga e Parë (2017/2018)
Liga e Parë 2017/2018 – rozgrywki ligowych drugiego poziomu piłki nożnej mężczyzn w Kosowie w sezonie 2017/2018. Brało w niej udział 16 drużyn, które rozegrały 30 kolejek meczów. W tym roku bezpośrednio spadły 2 drużyny, a 13. i 14. drużyna tabeli końcowej brała udział w barażach. Z ligi spadły KF Hajvalia, KF Kosova Prisztina (bezpośrednio) oraz KF Rahoveci (po barażach). Do Superligi awansowały drużyny KF KEK-u Obilić, KF Ballkani Suva Reka (bezpośrednio) i KF Ferizaj (po barażach).

## Drużyny
| Uczestnicy poprzedniej edycji | Uczestnicy poprzedniej edycji |
| ----------------------------- | ----------------------------- |
| KF Dukagjini Klina            | 4                             |
| KF 2 Korriku Prisztina        | 5                             |
| KF Vushtrria                  | 6                             |
| KF Fushë Kosova               | 7                             |
| KF Vitia                      | 8                             |
| KF KEK-u Obilić               | 9                             |
| KF Ballkani Suva Reka         | 10                            |
| KF Ramiz Sadiku Prisztina     | 11                            |
| KF Kosova Prisztina           | 12                            |
| KF Rahoveci                   | 14                            |
| Spadek z Superligi 2016/2017  |                               |
| KF Ferizaj                    | 10                            |
| KF Trepça Mitrowica           | 11                            |
| KF Hajvalia                   | 12                            |
| Awans z II ligi 2016/2017     |                               |
| KF Onix Banjë                 | 1 (gr.A)                      |
| KF Bashkimi Koretin           | 1 (gr.B)                      |
| KF Kika Hogosht               | 2 (gr.B)                      |

## Tabela końcowa
| Poz. | Drużyna                   | M  | W  | R  | P  | BZ | BZ | RB  | Pkt | Uwagi                  |
| ---- | ------------------------- | -- | -- | -- | -- | -- | -- | --- | --- | ---------------------- |
| 1    | KF KEK-u Obilić           | 30 | 20 | 8  | 2  | 48 | 16 | 32  | 68  | Awans do Superligi     |
| 2    | KF Ballkani Suva Reka     | 30 | 20 | 7  | 3  | 60 | 17 | 43  | 67  | Awans do Superligi     |
| 3    | KF Vushtrria              | 30 | 16 | 12 | 2  | 66 | 20 | 46  | 60  | Kwalifikacja do baraży |
| 4    | KF Ferizaj                | 30 | 14 | 9  | 7  | 41 | 36 | 5   | 51  | Kwalifikacja do baraży |
| 5    | KF Onix Banjë             | 30 | 13 | 6  | 11 | 38 | 29 | 9   | 45  |                        |
| 6    | KF Fushë Kosova           | 30 | 12 | 8  | 10 | 45 | 42 | 3   | 44  |                        |
| 7    | KF Bashkimi Koretin       | 30 | 11 | 7  | 12 | 44 | 43 | 1   | 40  |                        |
| 8    | KF Vitia                  | 30 | 10 | 8  | 12 | 36 | 36 | 0   | 38  |                        |
| 9    | KF Dukagjini Klina        | 30 | 10 | 7  | 13 | 47 | 49 | -2  | 37  |                        |
| 10   | KF 2 Korriku Prisztina    | 30 | 10 | 7  | 13 | 35 | 38 | -3  | 37  |                        |
| 11   | KF Ramiz Sadiku Prisztina | 30 | 9  | 9  | 12 | 26 | 36 | -10 | 36  |                        |
| 12   | KF Kika Hogosht           | 30 | 10 | 6  | 14 | 33 | 54 | -21 | 36  |                        |
| 13   | KF Trepça Mitrowica       | 30 | 10 | 5  | 15 | 37 | 47 | -10 | 35  | Kwalifikacja do baraży |
| 14   | KF Rahoveci               | 30 | 8  | 8  | 14 | 43 | 50 | -7  | 32  | Kwalifikacja do baraży |
| 15   | KF Hajvalia               | 30 | 8  | 2  | 20 | 28 | 69 | -41 | 26  | Spadek do Liga e Dytë  |
| 16   | KF Kosova Prisztina       | 30 | 3  | 3  | 24 | 19 | 64 | -35 | 12  | Spadek do Liga e Dytë  |

## Baraże

### O Superligę
Baraże o Superligę rozgrywano między 10. drużyną KF Flamurtari Prisztina a 3. drużyną pierwszej ligi KF Vushtrria, 9. drużyna KF Vëllaznimi Djakowica zagrała baraż z KF Ferizaj (4. drużyna). Wszystkie mecze zostały rozegrane na stadionie Rexhep Rexhepi.
| 23 maja 2018 16:00 CEST                                     | KF Vushtrria · Topalli 83' | 1:1 k. 5:6(0:1)Raport                                  | KF Flamurtari Prisztina · 14' Ajzeraj | Stadiumi Rexhep Rexhepi, Glogovac |
|                                                             |                            |                                                        |                                       |                                   |
|                                                             |                            | Rzuty karne                                            |                                       |                                   |
| Osmani · Prishtina · Ibrahimi · Halimi · Maxhuni · Dragusha |                            | Azemi · Shabani · Sahiti · Ahmeti · Ajzeraj · Shillova |                                       |                                   |

| 24 maja 2018 16:00 CEST                         | KF Ferizaj | 0:0 k. 3:2(0:0)Raport                      | KF Vëllaznimi Djakowica | Stadiumi Rexhep Rexhepi, Glogovac |
|                                                 |            |                                            |                         |                                   |
|                                                 |            | Rzuty karne                                |                         |                                   |
| Shabani · Hashani · Qerkini · Berisha · Guraziu |            | Vula · Bardhoku · Asare · Qorri · Krasniqi |                         |                                   |

KF Ferizaj zdobyło awans do Superligi, a KF Vëllaznimi Djakowica spadło do Liga e Parë.

### O Liga e Parë
W barażach zagrały 4 drużyny. KF Rahoveci (14. miejsce w lidze) zagrało z KF Istogu (2. miejsce w gr.A), KF Trepça Mitrowica (13. miejsce w lidze) zagrała z KF Dardana Kamenica (2. miejsce w gr.B). Trepça Mitrowica pozostała na kolejny sezon w pierwszej lidze, natomiast KF Istogu awansowało wyżej. KF Rahoveci spadło do Liga e Dytë.
- KF Rahoveci 0:0 (k. 3:4) KF Istogu

- KF Trepça Mitrowica 0:0 (k. 3:2) KF Dardana Kamenica